# Сентер Сити (Минесота)
Сентер Сити (енгл. Center City) град је у америчкој савезној држави Минесота.

## Демографија
По попису из 2010. године број становника је 628, што је 46 (7,9%) становника више него 2000. године.
| Група             | 2000.       | 2010.       |
| Белци             | 560 (96,2%) | 608 (96,8%) |
| Афроамериканци    | 4 (0,7%)    | 3 (0,5%)    |
| Азијати           | 1 (0,2%)    | 2 (0,3%)    |
| Хиспаноамериканци | 4 (0,7%)    | 7 (1,1%)    |
| Укупно            | 582         | 628         |